# Srpska dobrovoljačka garda
Srpska dobrovoljačka garda, neformalno Tigrovi, Arkanovi tigrovi ili jednostavno Arkanovci, neki su od naziva pod kojom su oružane operacije u Hrvatskoj i BiH vodili specijalci Odjela državne sigurnosti Republike Srbije. Terenski zapovjednik jedinice kojom je upravljao zamjenik načelnika RDB Franko Simatović bio je Željko Ražnatović Arkan, prijeratni kriminalac iz Srbije koji je 1980-ih godina bio angažiran kao ubojica UDBA-e. Jedinica je u nekim razdobljima imala do 1000 boraca.

## Geneza
Prema tezi iznesenoj u dokumentarnom filmu "Jedinica", Arkanove tigrove osnovao je zapovjednik Specijalne antiterorističke jedinice MUP-a Srbije, Radovan Stojičić-Badža nakon imenovanja zapovjednikom Teritorijalne obrane u Istočnoj Slavoniji. Stvoreni su kao jedan krak tajnih jedinica Miloševićeve Službe državne bezbednosti u svrhu branjenja "interesa srpskog naroda izvan Srbije". Jezgru zapovjednog kadra činili su krugovi oko Arkana povezani s beogradskim podzemljem. Nakon što je u jesen 1991. Bitka za Vukovar počela konzumirati sve više i više resursa JNA, koja je ionako bila suočena s nedostatkom ljudi zbog slabe mobilizacije, njezini zapovjednici su se u borbama počeli sve više oslanjati na postrojbe poput Arkanovih tigrova i dr. Prema analizi američke CIA, JNA je bila prisiljena oslanjati se na "horde dobrovoljaca koje su vrlo često činili delikventi, kriminalci i ostali društveni šljam". 
"Sjećam se kada me je Arkan proveo kroz spavaonice i u jednoj od njih rekao: ‘U ovoj sobi ima 250 godina zatvora’." - kapetan Dragan prisjeća se posjete bazi Arkanovih tigrova. 

## Ratni put u Hrvatskoj

### Istočna Slavonija
Na početku Domovinskog rata, Arkanovi tigrovi sudjelovali su u borbama u Istočnoj Slavoniji. Također su sudjelovali i u Bitci za Vukovar, osobito u posljednjoj fazi koja je krenula od početka studenog 1991. kada je JNA odbacila dotadašnju doktrinu slanja velikog broja oklopnih vozila u gradsku sredinu, te se okrenula uvezivanju oklopa i pješaštva, pri čemu je pješaštvo predvodilo napade. Dana 3. studenog 1991. u koordinaciji s elitnim postrojbama JNA, Arkanovi tigrovi su izveli napad kojim je Borovo Naselje odsječeno od Vukovara. Nakon pada Vukovara, Arkanovi tigrovi nastavili su pomagati JNA u naporima pri probijanju hrvatske obrambene crte Osijek-Vinkovci, pri čemu su zauzeli nekoliko sela, no do kraja 1991. njihova djelovanja su u potpunosti zaustavljena.

### Operacija Maslenica
Nakon što su u siječnju 1993. hrvatske oružane snage pokrenule Operaciju Maslenica, i u trodnevnim borbama uspješno provele početni napad. SVK je provela mobilizaciju, te dobila pojačanja iz Srbije i BiH, koja su između ostalog činili i Arkanovi tigrovi. Ove su združene snage zatim krenule u protunapad protiv hrvatskih snaga imena Operacija Čelik.
U silovitom napadu kojeg su srpske snage pokrenule, inicijativa na bojištu je prelazila između snaga predvođenih Arkanovim tigrovima, Vukovima s Vučjaka i SVK na jednoj, te hrvatskih specijalnih snaga (Bojna Zrinski) i gardijskih brigada Hrvatske Vojske na drugoj strani. U jednom od takvih napada, pripadnici Arkanovih tigrova ušli su na prividno slabu točku u hrvatskoj obrani nakon čega su ostali zasuti jakom pješačkom, minobacačkom vatrom i vatrom iz VBR-a, od čega su pretrpjeli velike gubitke. Nakon što su u borbama kod Škabrnje pretrpjeli daljnje gubitke povukli su se nazad u Beograd.

## Zločini
Smještanjem Vlade tzv. Srpske Krajine u Erdut, pripadnici tada nazvanih "Tigrova" počinju blisko surađivati s osobnom pratnjom Gorana Hadžića, nazivanom "Pretorijanci" pod zapovjedanjem Steve Bogića zv. Jajo iz Borova sela, te zajedno pljačkaju lokalno stanovništvo, progone ih i ubijaju. Na području mjesta Dalj, Erdut i Aljmaš su "Arkanovi tigrovi" direktno ili indirektno sudjelovali su u pokolju gotovo 100 civila. Srbija do danas skriva podatke o tim zločinima i identitete pripadnika te formacije.
SDG je nastavila je svoje ratno djelovanje u Hrvatskoj sve do 1993.g. ostavljajući za sobom mnoštvo ubijenih civila u mjestima koja se već navode, ali i u Vukovaru i okolnim naseljima.
Više masovnih grobnica stvorili su nakon pokolja u Erdutu, u mjestima Ćelije, Dalj, Vukovar i Borovo selo gdje su u strahu od odgovornosti zakapali ubijene civile. Okupacijom Vukovara sudjelovali su u ubojstvu civila a tijela ubijenih sklanjali bi bacanjem u Dunav. Prvom polovicom 1992.g. veći dio te formacije odlazi u nastavak pljačkaških pohoda na područje BiH, posebice u područje Bijeljine. Vojno SDG nije imala osobito veliki značaj kao sila na bojnom polju, a od djelovanja ostat će zapamćena po raznim zločinima koje su njezini pripadnici počinili u Domovinskom ratu te u ratu u Bosni i Hercegovini.
Među srpskim dobrovoljcima poznati po vojnoj disciplini, bili su ustvari kontrolirana masa kriminalaca kojoj su Arkan, Pelević i Legija za uzvrat dozvoljavali pljačku i zlostavljanje civila. Kasnijim reorganizacijskim promjenama iz "Arkanovih tigrova" stvara se jedinica Škorpioni, kojoj je povjereno osiguranje naftnih polja u Đeletovcima, kao posebni interes "Naftne industrije Krajine". I ta formacija se istakla po zvjerstvima i pljački, posebice kada su u pitanju ubojstva u Trnovu (BiH) gdje se ističu Petrašević, Medići i Davidović, te kasnije po ubojstvima na području Kosova. Pljačke hrastovih šuma i naftnih polja bile su poseban interes i zbog izvora financiranja u periodu kada se Arkan posvetio privatnom biznisu (nešto finijem kriminalu) i političkom djelovanju na području Srbije i područja pod nadzorom pobunjenih hrvatskih Srba.
Dio "Arkanovaca" nastavlja i nakon 1996. godine djelovati u Jedinici za specijalne operacije Resora državne bezbednosti Republike Srbije - kako su "Crvene beretke" službeno deklarirane nakon kraja ratnih operacija izvan granica Srbije. Tu oni sudjeloju u mafijaškim ubojstvima na području Srbije, krijumčarenju droge, vozila i cigareta, naposljetku i u ubojstvu premijera Srbije, Zorana Đinđića, gdje se kao izvršitelj pojavljuje Zvezdan Jovanović pripadnik "Arkanovih tigrova" gotovo od samih početaka. Željko Ražnatović je nakon rata bio umiješan u srbijansko kriminalno podzemlje koje ga je kasnije i ubilo - upućeni smatraju, po nalogu prvotnih njegovih sponzora koji su uplašeni od suđenja u Hagu poduzeli sve da ga ušutkaju.
Pretežni dio pripadnika formacije prikriven je danas na području Srbije i živ u strahu od mogućih sudskih postupaka za zvjerstva koja su počinili.